# Лотар Удо III
Лотар Удо III (IV) фон Щаде (на немски: Lothar-Udo III (IV) von Stade; * 1070; † 2 юни 1106) от род Удони, е граф на Щаде и маркграф на Северната марка.

## Биография
Той е вторият син на маркграф Лотар Удо II (1020/1030 – 1082) и съпругата му Ода фон Верл (1050 – 1111), дъщеря на граф Херман III фон Верл и Рихенза Швабска. Близък роднина е на император Хайнрих IV.
Лотар Удо наследява през 1087 г. по-големия си бездетен брат Хайнрих I Дългия.
Лотар Удо III (IV) е сгоден за Айлика Саксонска (ок. 1180 – 16 януари 1142), дъщеря на херцог Магнус и съпругата му София Унгарска, но годежът се разваля. Той се жени през 1095/1100 г. за Ирмгард фон Пльотцкау (1085/87 – 26 ноември 1153 или 1 септември пр. 1161 или 26 ноември 1163), дъщеря на граф Дитрих фон Пльотцкау и съпругата му Матилда фон Валбек.
След смъртта му брат му Рудолф I фон Щаде († 1124) е от 1106 до 1114 г. опекун на синът му Хайнрих IV. Вдовицата му се омъжва втори път за (1108/14) за Герхард I господар на Хайнсберг.

## Деца
Лотар Удо и Ирмгард фон Пльотцкау имат децата:
- Хайнрих IV фон Щаде (1102 – 1128), последва чичо си през 1114 г. като Хайнрих II маркграф на Северната марка
- дъщеря
- Ирмгатд фон Щаде († сл. 1151), омъжена за граф Попо IV фон Хенеберг бургграф на Вюрцбург († 1155/1156)
- Аделхайд фон Щаде (1098/1106 – ?), омъжена за маркграф Хайнрих II фон Майсен и Долна Лужица († 1123)